# Daniel Brandenstein
Daniel Charles Brandenstein (Watertown, 17 januari 1943) is een voormalig Amerikaans ruimtevaarder. Brandenstein zijn eerste ruimtevlucht was STS-8 met de spaceshuttle Challenger en vond plaats op 30 augustus 1983. Tijdens de missie werden er twee satellieten in een baan rond de aarde gebracht.
In totaal heeft Brandenstein vier ruimtevluchten op zijn naam staan. In 1992 verliet hij NASA en ging hij als astronaut met pensioen. 